# Michail Jefimowitsch Fradkow

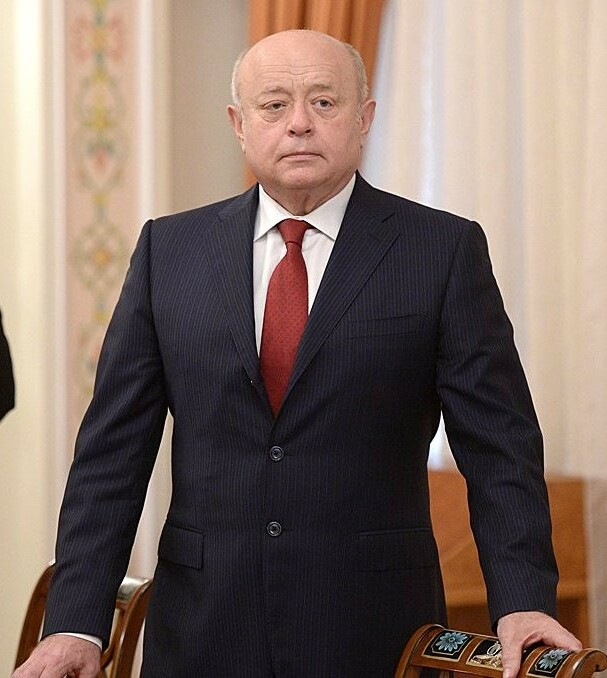
Michail Fradkow (2014)

Michail Jefimowitsch Fradkow (russisch Михаил Ефимович Фрадков; * 1. September 1950 im Dorf Kurumotsch bei Kuibyschew, Oblast Kuibyschew) war vom 5. März 2004 bis zum 14. September 2007 Ministerpräsident und damit Regierungschef von Russland.
Nach einem Maschinenbaustudium machte Fradkow Karriere im sowjetischen und russischen Außenhandelsministerium und stieg unter Boris Jelzin bis zum Minister auf. 2000 wurde Fradkow zum Wirklicher Staatsrat 1. Klasse der Russischen Föderation befördert. Unter Wladimir Putin leitete Fradkow von 2001 bis 2003 die neu eingerichtete Steuerpolizei. Der frühere Chef der Steuerpolizei arbeitete zuletzt als Vertreter Russlands bei der Europäischen Union.
Knapp zwei Wochen vor der Präsidentenwahl am 14. März 2004 wurde Fradkow zum Ministerpräsidenten Russlands ernannt. Damit deutete sich eine weitere Machtkonzentration in den Händen Putins an, da der kaum bekannte Fradkow (und sein ihm unterstelltes Kabinett) keine politische Hausmacht hatte. Putin attestierte Fradkow die Fähigkeit, ein „guter, starker Administrator“ zu sein. Nach der Präsidentschaftswahl erfolgte eine Regierungsumbildung (Kabinett Fradkow II).
Am 12. September 2007 nahm Putin ein von Fradkow überraschend gestelltes Rücktrittsgesuch an. In der öffentlichen Begründung seines Rücktritts äußerte Fradkow, er wolle Putin mehr Entscheidungsspielraum in personeller Hinsicht geben. Zu seinem Nachfolger wurde Wiktor Subkow bestimmt, der sein Amt am 14. September 2007 antrat.
Am 6. Oktober 2007 wurde Fradkow zum Direktor des Auslandsgeheimdienstes SWR ernannt, was er bis 2016 blieb. Als solcher war er ständiges Mitglied des Sicherheitsrates der Russischen Föderation.
Am 25. Juli 2014 wurde er aufgrund der russischen Politik im Krieg in der Ukraine seit 2014 auf die Sanktionsliste der Europäischen Union gesetzt.
Fradkow ist Vater zweier Söhne, Pjotr Michailowitsch Fradkow, Vorsitzender der Promswjasbank PSB und Pawel Fradkow, stellvertretender Leiter der Präsidialverwaltung der Russischen Föderation.